# KVC JEI
KVC JEI (voluit KVC Jong Eernegem-Ichtegem) is een Belgische fusie voetbalclub uit Eernegem en Ichtegem. 

## Geschiedenis

### KVC Ichtegem (1955-2024)
KVC Ichtegem (voluit Koninklijke Voetbalclub Ichtegem) was bij de Belgische Voetbalbond aangesloten met stamnummer 5830 en heeft geel en blauw als kleuren. De club sloot zich in 1955 aan bij de Voetbalbond. De thuiswedstrijden vinden plaats op De Keiberg. Ichtegem speelt in de provinciale reeksen. 

### Fusie met Jong Eernegem: KVC JEI
Op 27 maart 2024 werd de fusie met JONG EERNEGEM publiek gemaakt: KVC Jong Eernegem-Ichtegem was geboren.
In een gezamenlijke mededeling benadrukten de beide voorzitters een gedeelde visie op (jeugd)voetbal met een sterke lokale verankering tot in het eerste team: opleiding en voetbalplezier voor elk kind ongeacht het niveau, en de wens om naast een winnend team op het veld, ook een hecht team buiten de lijnen uit te bouwen.
De nieuwe fusieploeg maakt gebruik van zowel de terreinen in Eernegem (hoofdzakelijk voor trainingen) als de terreinen in Ichtegem (hoofdzakelijk voor wedstrijden).